# Зорман, Урош
Урош Зорман (словен. Uroš Zorman; род. 9 января 1980 года, Крань) — словенский гандболист, серебряный призёр чемпионата Европы 2004 года в составе сборной Словении; тренер.

## Карьера

### Клубная
Начинал карьеру в люблянском клубе «Слован». В 2002 году в составе клуба «Пруле 67» оформил золотой дубль в Словении, выиграв чемпионат и Кубок. В 2003 году перешёл в испанский «Адемар Леон», но не закрепился в клубе и вернулся домой в следующем сезоне, начав играть в «Целе». С командой выиграл Лигу чемпионов 2003/2004, чемпионат Словении 2005 и 2006 годов. В 2006 Зорман снова отправился в Испанию в «Сьюдад Реал», с которым выиграл чемпионат и Кубок в первом же сезоне. В сезоне 2007/2008 завоевал с «Сьюдад Реалом» титул чемпиона Испании, обладателя Кубка Испании, Кубка лиги ASOBAL, Суперкубка и Кубка Лиги чемпионов ЕГФ. В сезоне 2008/2009 снова выиграл чемпионат и Лигу чемпионов, после чего обратно вернулся на родину в «Целе». С 2010 года представляет команду «Виве Тарги» из Кельце, с 2012 года выигрывает чемпионаты и Кубки Польши. В 2016 году в четвёртый раз в своей карьере выиграл Лигу чемпионов ЕГФ (в своём третьем клубе).

### В сборной
В составе сборной Словении Зорман провёл 225 игр и забил 523 гола. Высшим его достижением стала серебряная медаль домашнего чемпионата Европы 2004 года. По итогам чемпионата Европы 2012 года он вошёл в сборную звёзд, став лучшим разыгрывающим и лучшим ассистентом (в среднем 5,7 передач за игру).

## Достижения

### Клубные
- Чемпион Словении: 2002, 2005, 2006, 2010
- Победитель Кубка Словении: 2002, 2006, 2010
- Чемпион Испании: 2007, 2008, 2009
- Победитель Кубка Испании: 2008
- Победитель Кубка ASOBAL: 2007, 2008
- Победитель Суперкубка Испании: 2008
- Чемпион Польши: 2012, 2013, 2014, 2015, 2016, 2017
- Победитель Кубка Польши: 2012, 2013, 2014, 2015, 2016, 2017
- Победитель Лиги чемпионов ЕГФ: 2004, 2008, 2009, 2016
- Победитель Трофея чемпионов ЕГФ: 2004, 2008
- Победитель Суперкубка ИГФ: 2007

### В сборной
- Серебряный призёр чемпионата Европы: 2004